# اودوواوالا
اودوواوالا (به لاتین: Uduwawala) یک منطقهٔ مسکونی در سری‌لانکا است که در استان مرکزی (سری‌لانکا) واقع شده‌است.